# Teodor Sobieski
Teodor Sobieski (ur. 9 listopada 1884 w Fordonie, zm. 2 lutego 1956 w Poznaniu) – polski dyrygent chóralny i pedagog.

## Życiorys
Urodził się w Fordonie koło Bydgoszczy i był synem Jana Sobieskiego, organisty oraz Wilhelminy Bartz (Barcz). Początkowo był muzycznie kształcony przez ojca, a później w Paradyżu pobierał nauki od roku 1902 w seminarium nauczycielskim, w którym zdał w 1905 roku egzamin nauczycielski I stopnia. W Pruścach w tym samym roku rozpoczął pracę, a później pracował w Miłosławicach od 1907 roku. Po zdaniu egzaminu II stopnia w 1910 roku został przeniesiony do Strzelna, a w 1912 roku zamieszkał w Inowrocławiu, gdzie pracował na stanowisku organisty i dyrygenta chóru w miejskiej szkole. W Berlinie w instytucie muzyki kościelnej kontynuował studia muzyczne od 1915 roku, a w 1917 roku otrzymał dyplom ukończenia studiów. W następnym roku powrócił do Inowrocławia i w Państwowym Seminarium Nauczycielskim był nauczycielem muzyki, a w kościele św. Mikołaja był dyrygentem chóru oraz przez wiele lat chóru „Szarotka”. Prowadził także dla dyrygentów kursy oraz był dyrygentem okręgowym Wielkopolskiego Związku Kół Śpiewaczych i Związku Chórów Kościelnych. Przeniesiono go w 1937 roku do gimnazjum Jana Kasprowicza w Bydgoszczy. W Starachowicach i Lublinie przebywał podczas okupacji niemieckiej, a następnie zamieszkał w Inowrocławiu w 1945 roku i był tam nauczycielem gimnazjalnym. W 1948 roku przeszedł na emeryturę i zamieszkał w Poznaniu, w którym do 1951 roku przy kościele św. Anny prowadził chór. Zmarł w Poznaniu i pochowany został na cmentarzu Junikowskim (pole 7-3-B-13).

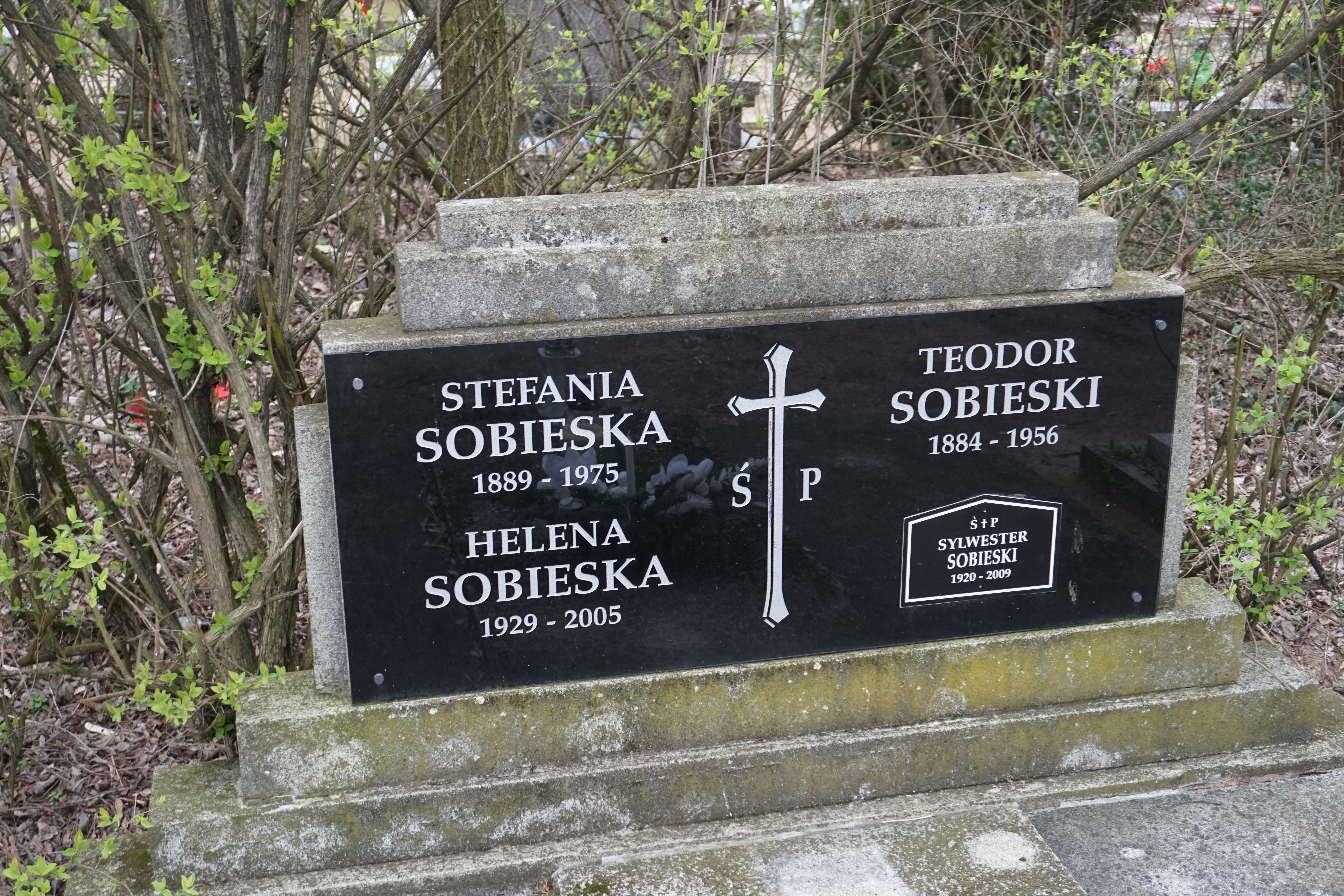
Grób Teodora Sobieskiego na Cmentarzu Junikowskim

Od 1908 roku był żonaty ze Stefanią z Krzymańskich i mieli dziewięcioro dzieci: Mariana (1908–1967), Jana (ur. 1910), Irenę (ur. 1911), Helenę (ur. 1913), Annę (ur. 1918), Sylwestra (ur. 1920), Barbarę (ur. 1922), Aleksandra (1924–1944) i Franciszka (ur. 1928).
Teodor Sobieski zasłużył się nie tylko jako wychowawca młodzieży, ale jako organizator ruchu śpiewaczego i propagator dzieł chóralnych. Dyrygował m.in. utworami Giovanniego Palestriny, Johanna Sebastiana Bacha, Ludwiga Beethovena, Wacława z Szamotuł, Mikołaja Zieleńskiego, Bartłomieja Pękiela, Stanisława Moniuszki, Feliksa Nowowiejskiego.